# فضل الضاني
فضل سعيد خليل الضاني (1945- 1982)، نائب مدير مكتب منظمة التحرير الفلسطينية في باريس. كان قد اغتيل فيها على يد عملاء الموساد في 23 تموز 1982، وتذكر مصادر أُخرى أنَّ «رابطة الدفاع اليهودية» كانت قد أعلنت مسؤوليتها عن الاغتيال.